# Antoine Éparque
Antoine Éparque (en grec Ἀντώνιος Ἔπαρχος, Antonios Eparchos), né à Corfou vers 1492, mort à Venise en 1571, est un lettré grec de la Renaissance. 
Il est connu notamment comme marchand de manuscrits grecs, et pour en avoir importé beaucoup en Europe occidentale.

## Biographie
Antoine Éparque est issu d'une famille noble installée à Corfou au moment de la ruine de l'Empire byzantin. Son père, Georges Éparque, était apparenté à Janus Lascaris et l'avait aidé à rechercher des manuscrits grecs pour la bibliothèque de Laurent de Médicis. Sa mère était fille de Jean Moschos, grammairien de Mistra auprès duquel Marcantonio Antimaco alla apprendre le grec vers 1490, et sœur de Démétrios Moschos, qui, à partir des années 1470, enseigna le grec à Venise, Ferrare et Mantoue. 
En 1520, Janus Lascaris ayant convaincu le roi François Ier de fonder une école grecque à Milan, ville contrôlée alors par les Français, il fit appel à Antoine Éparque pour y enseigner. Mais les Français reperdirent la ville le 23 novembre 1521, l'école fut fermée, et Éparque rentra à Corfou.
Le 25 août 1537, les troupes de Soliman le Magnifique, en guerre contre la république de Venise, débarquèrent à Corfou, pillèrent l'île pendant trois jours, puis assiégèrent le chef-lieu ; devant la résistance opposée par les habitants, ils ne s'attardèrent pas et avaient complètement évacué l'île le 15 septembre. Mais beaucoup d'habitants étaient ruinés, dont Éparque, marié et père de six enfants. Il quitta alors l'île pour Venise, où il ouvrit une école le 9 décembre suivant ; Pietro Bembo, alors conservateur de la bibliothèque de Saint-Marc, s'intéressa à son sort ; le Conseil des Dix, en reconnaissance de sa conduite à Corfou et de sa fidélité à la République, lui accorda une pension de huit ducats par mois.
Il avait emporté avec lui des manuscrits grecs, des livres imprimés grecs et latins et des médailles, qui avaient échappé aux dévastations des Turcs, comme sa maison, située dans l'enceinte de la citadelle de Corfou ; pour augmenter ses ressources, il s'employa à monnayer ces trésors. Il établit un catalogue des manuscrits en sa possession, au nombre de quatre-vingt-huit (conservé dans le ms. Vatic. gr. 3958, avec la date du 15 février 1538 n. st.). En 1539, Guillaume Pellicier, évêque de Montpellier et savant humaniste, arriva à Venise comme ambassadeur de François Ier, avec entre autres la mission d'enrichir la collection royale de manuscrits de Fontainebleau. Il entra naturellement en contact avec Éparque qui, connaissant la libéralité du roi de France, coupa court à toute discussion et offrit un lot d'environ cinquante manuscrits, en récompense de quoi il reçut une gratification de mille écus. Le Corfiote proposa de plus à l'ambassadeur de partir pour l'Orient et de recueillir d'autres manuscrits pour le roi, ce que Pellicier accepta : le 10 juillet 1540, il écrivait à Pierre Duchâtel, maître de la Librairie royale, pour qu'il sollicite un sauf-conduit destiné à faciliter le voyage d'Éparque dans l'Empire ottoman ; le 13 novembre suivant, il adressait à Éparque une lettre du roi pour Antoine de Rincon, ambassadeur de France à Constantinople.
Dans le même temps, Éparque se fit établir par Pietro Bembo, devenu alors cardinal, une recommandation pour Alexandre Farnèse, neveu du pape Paul III (7 octobre 1540). Il dut avoir peu après sa première entrevue avec le cardinal Marcello Cervini, ancien précepteur d'Alexandre Farnèse et responsable de la Bibliothèque vaticane (et son savant collaborateur Guglielmo Sirleto) ; en tout cas, il était en correspondance avec lui dès 1541. En fait, situation politique ou problèmes de santé (dont il se plaint souvent dans ses lettres), il ne partit pas pour l'Orient avant 1545. En 1543-44, il vendit une centaine de manuscrits à la bibliothèque nouvellement fondée d'Augsbourg, ville passée au luthéranisme en 1537, pour cent écus d'or ; la négociation se fit par l'entremise du marchand Philipp Walther, membre du « Fondaco dei Tedeschi » à Venise ; les manuscrits furent réceptionnés par Wolfgang Musculus. Peu après, il écrivit une longue lettre en grec classique à Philippe Mélanchthon pour exhorter les luthériens à se réconcilier avec le pape afin que les forces unies de la chrétienté puissent organiser une croisade contre les Turcs ; Mélanchthon chargea Joachim Camerarius de répondre.
En 1545, il fit un voyage en Orient dont il rapporta une cinquantaine de manuscrits, qu'il avait payés 300 écus ; il était de retour à Venise au mois de novembre. En 1546, il tenta en vain de se faire nommer secrétaire ou interprète de la nation grecque au concile de Trente, puis décida de repartir pour Corfou. Le 31 mars 1547, François Ier mourut avant qu'il ait pu lui vendre un nouveau lot. Il écrivit au nouveau roi Henri II et lui transmit par l'ambassade de Venise la liste des manuscrits en sa possession. Le cardinal Georges d'Armagnac pressa fort le roi d'acquérir les manuscrits d'Éparque, mais les choses traînèrent en longueur. En 1548, Éparque rencontra à Bologne Jean de Hangest, évêque de Noyon, et conclut avec lui, le 13 juin, un acte de vente provisoire à condition que le roi n'achète pas. Il restait également en rapport avec le cardinal Cervini, préfet de la Bibliothèque vaticane, et repartit fin août 1548 pour Corfou, puis pour les monastères de Grèce, à la recherche de nouveaux manuscrits. Alors qu'il était de retour en Italie en 1550, les cinquante manuscrits de 1545 n'étaient toujours pas vendus ; ils le furent finalement, pour 200 écus, à la Bibliothèque vaticane, où ils arrivèrent le 8 avril 1551.
Il repartit pour Corfou dans le courant de l'année 1551 et fut chargé par ses compatriotes d'une mission auprès du gouvernement vénitien. Il continua ensuite ses déplacements entre l'Italie (principalement Venise, où il vivait), Corfou et la Grèce, s'efforçant de placer ici ou là les manuscrits qu'il pouvait trouver. En 1565, il fit un envoi à la Vaticane qui lui valut une gratification de 50 écus d'or ; mais en 1566, avec l'avènement de Pie V, peu favorable aux études grecques, il perdit une pension que lui versait le Vatican depuis Paul III. En 1567, il vendit au grand-duc Cosme Ier un lot de manuscrits pour 390 écus. Mais dans sa correspondance, il se plaint que ces quelques ventes lui permettaient à peine de subsister, et dans une lettre du 7 août 1568 au cardinal Sirleto, il déclare qu'il a vécu depuis l'année précédente sur le produit de la vente au grand-duc, et qu'il est à bout de ressources. Sa dernière lettre conservée, adressée au même depuis Venise, et datée du 3 décembre 1569, est une véritable supplique. Dans les dernières années, il souffrait sévèrement de la goutte, et ne pouvait plus se déplacer. 
En plus de son activité de recherche et de collecte de manuscrits, pour laquelle il envoyait aussi des collaborateurs, Éparque avait organisé à Venise un atelier de copie, et il copiait lui-même. Léon Dorez, dans son article de 1893, reproduit cinquante-deux de ses lettres conservées au Vatican, pour la plupart en italien (sauf une en grec, et un poème iambique), datant d'entre 1541 et 1569 (et adressées en majorité à Marcello Cervini entre 1541 et 1553). On conserve aussi de lui d'autres lettres adressées à des personnages variés. Constantin Sathas, dans son recueil biographique, reproduit un poème iambique de 204 vers, intitulé Θρῆνος εἰς τὴν Ἑλλάδος καταστροφήν (Lamentation sur la ruine de la Grèce), composé à Venise en 1544.